# 三团乡
三团乡，是中华人民共和国吉林省松原市长岭县下辖的一个乡镇级行政单位。

## 行政区划
三团乡下辖以下地区：
三团村、六十三村、九十三村、一零九村、六十八村、七十六村和苑家街村。